# Alby-Bilbao
Alby - Bilbao är ett album av Jan Hammarlund, utgivet 2000.

## Låtlista
1. "Min stad"
  - text och musik: Jan Hammarlund
2. "Begrav mig i min overall"
  - text: Jan Hammarlund; musik: Malvina Reynolds
3. "Närsomhelst"
  - text: Jan Hammarlund; musik: Ian Tyson
4. "De dödsdömda"
  - text: Karin Boye; musik: Jan Hammarlund
5. "Gerard Gbeyo"
  - text: Jan Hammarlund; musik: Ian Tyson
6. "Landet jag är van vid"
  - text och musik: Jan Hammarlund
7. "Catullus och jag"
  - text och musik: Jan Hammarlund
8. "Många röster talar"
  - text: Karin Boye; musik: Jan Hammarlund
9. "Mitt land"
  - text: Göran Palm; musik: Jan Hammarlund
10. "Sången om pengarnas livgivande verkan"
  - text: Agneta Pleijel, Jan Hammarlund; musik: Hanns Eisler, Kurt Weill
11. "Och vad fick soldatens fru?"
  - text: Jan Hammarlund; musik: Kurt Weill
12. "Bilbao song"
  - text: Bertolt Brecht; musik: Kurt Weill